# 將軍澳中心

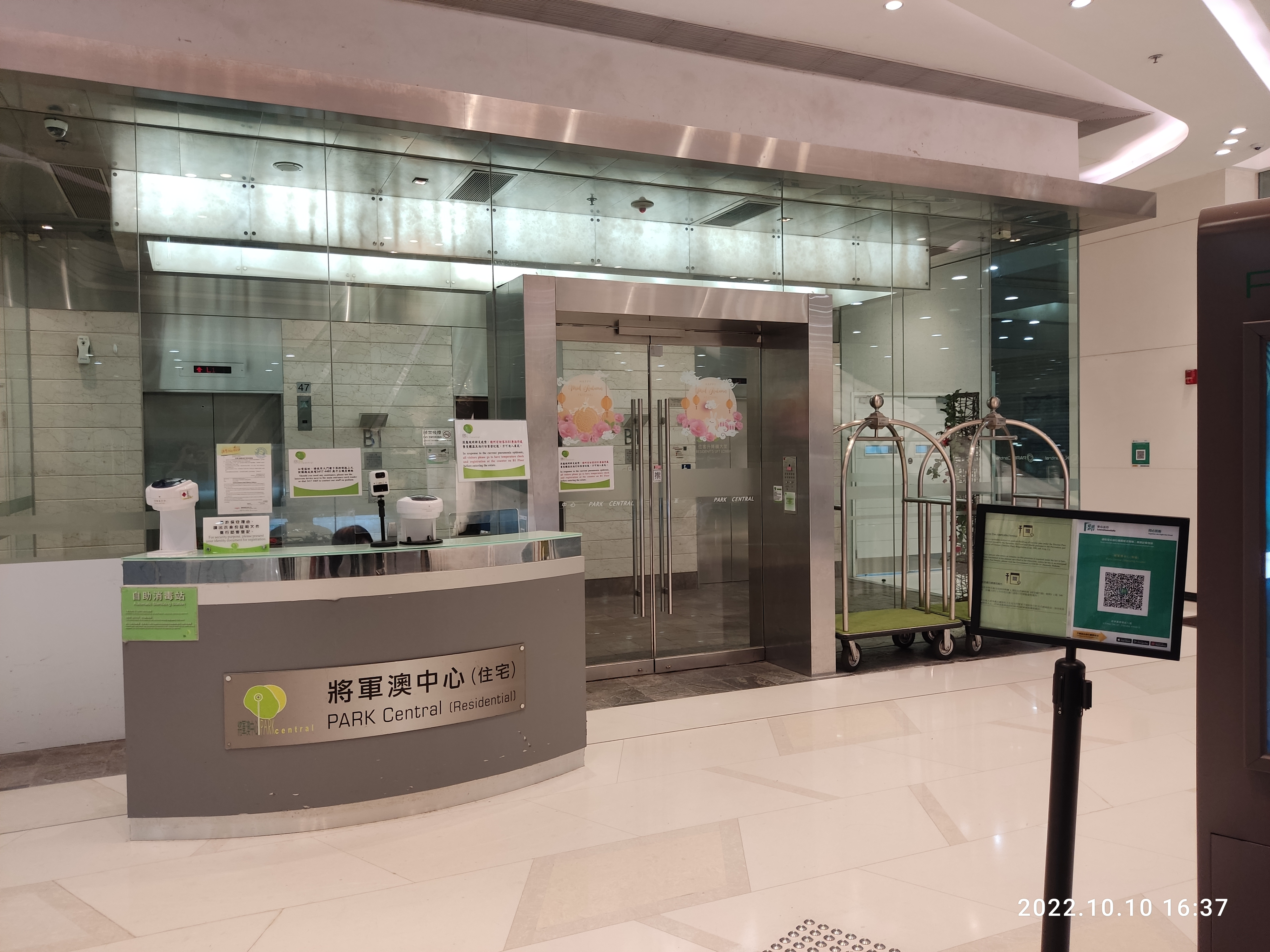
將軍澳中心住客入口

將軍澳中心（英語：Park Central），當地居民簡稱將中、PC，位於香港新界將軍澳市中心唐德街9號，為區內大型物業連商場的發展項目。物業由新鴻基地產、恆基兆業、華懋集團、地鐵公司（今港鐵公司，只用將軍澳線地役權，參與第3期之發展計劃）及南豐集團聯合發展，於1998年興建、2001年至2005年陸續入伙，示範單位位於南豐廣場。整個商住物業發展均分別由新鴻基地產旗下康業服務及將軍澳中心管理有限公司負責管理。

## 屋苑資料
整個發展共分3期，屋苑總共有12座（第1至12座、以及名為"將軍澳豪庭"的第13座，沒有第4座）；平均樓高約53層，合共提供4,542個單位，面積介符500至900餘平方呎。
| 樓宇名稱   | 樓宇座號 | 門牌號碼  | 樓宇類型       | 落成年份 | 入伙日期      | 層數 | 每層伙數 | 每座單位數目 (伙) | 單位總數 (伙) | 提供升降機服務的廠商 | 期數 |
| ---------- | -------- | --------- | -------------- | -------- | ------------- | ---- | -------- | ----------------- | ------------- | -------------------- | ---- |
| 將軍澳中心 | 5        | 唐德街9號 | 風車形（矩形） | 2001年   | 2002年8月14日 | 48   | 8        | 384               | 1,872         | 東芝                 | 1    |
| 將軍澳中心 | 6        | 唐德街9號 | 風車形（矩形） | 2001年   | 2002年8月14日 | 48   | 8        | 384               | 1,872         | 東芝                 | 1    |
| 將軍澳中心 | 7        | 唐德街9號 | 風車形（矩形） | 2001年   | 2002年8月14日 | 46   | 8        | 368               | 1,872         | 東芝                 | 1    |
| 將軍澳中心 | 8        | 唐德街9號 | 風車形（矩形） | 2001年   | 2002年8月14日 | 46   | 8        | 368               | 1,872         | 東芝                 | 1    |
| 將軍澳中心 | 9        | 唐德街9號 | 風車形（矩形） | 2001年   | 2002年8月14日 | 46   | 8        | 368               | 1,872         | 東芝                 | 1    |
| 將軍澳中心 | 1        | 唐德街9號 | 風車形（矩形） | 2002年   | 2003年秋季    | 48   | 8        | 384               | 2,280         | 東芝                 | 2    |
| 將軍澳中心 | 2        | 唐德街9號 | 風車形（矩形） | 2002年   | 2003年秋季    | 48   | 8        | 384               | 2,280         | 東芝                 | 2    |
| 將軍澳中心 | 3        | 唐德街9號 | 風車形（矩形） | 2002年   | 2003年秋季    | 48   | 8        | 384               | 2,280         | 東芝                 | 2    |
| 將軍澳中心 | 10       | 唐德街9號 | 風車形（矩形） | 2002年   | 2003年秋季    | 46   | 8        | 368               | 2,280         | 東芝                 | 2    |
| 將軍澳中心 | 11       | 唐德街9號 | 風車形（矩形） | 2002年   | 2003年秋季    | 47   | 8        | 376               | 2,280         | 東芝                 | 2    |
| 將軍澳中心 | 12       | 唐德街9號 | 風車形（矩形） | 2002年   | 2003年秋季    | 48   | 8        | 384               | 2,280         | 東芝                 | 2    |
| 將軍澳豪庭 | 13       | 唐德街9號 | 風車形（矩形） | 2005年   | 2005年2月17日 | 49   | 8        | 390               | 390           | 日立                 | 3    |

### 會所設施
將軍澳中心設有逾25萬平方呎的會所和園藝花園，提供文娛、康樂等不同設施，包括水力按摩池、按摩室，以及當年全區罕有的石卵足底按摩徑，亦引入多項家庭親子康樂設施，例如家庭式浸浴/蒸氣浴及桑拿中心、模型車賽道和玩具圖書館。會所內還設有螢光保齡球場、桌球室、乒乓球室、羽毛球場、籃球場、網球場、壁球場、燒烤樂園、自修室等設施(所有設施均需由住戶報名)。室內恆溫泳池則設有熱泵式系統，回收室內剩餘熱量循環至泳池溫水系統，增加能源效益。
平台花園遍植四季花木，並設有寬闊草坪及多個特色水池。物業備有天幕扶手電梯，由屋苑直達物業基座的大型商場。

## 商場

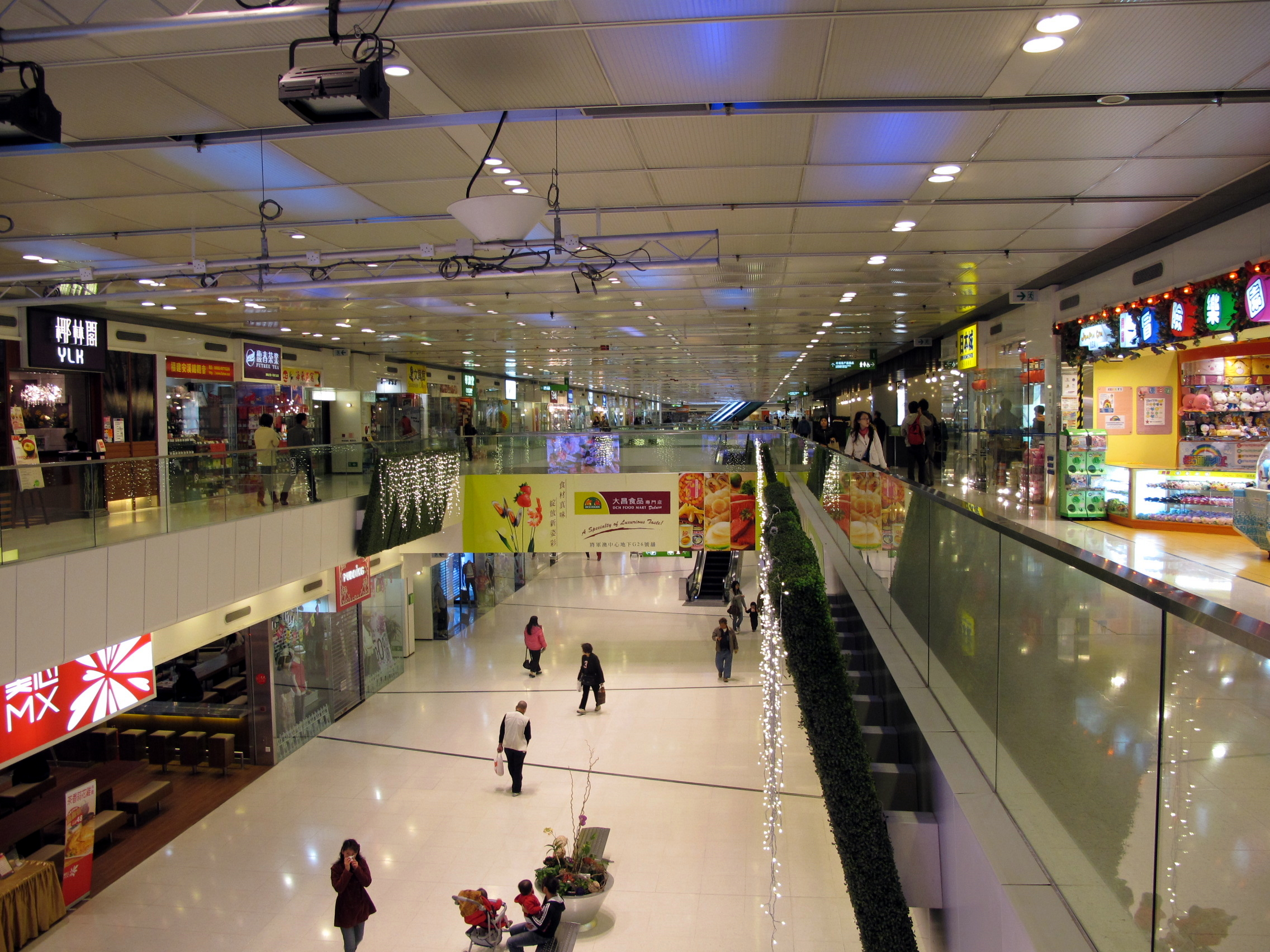
翻新前的中庭（2011年）

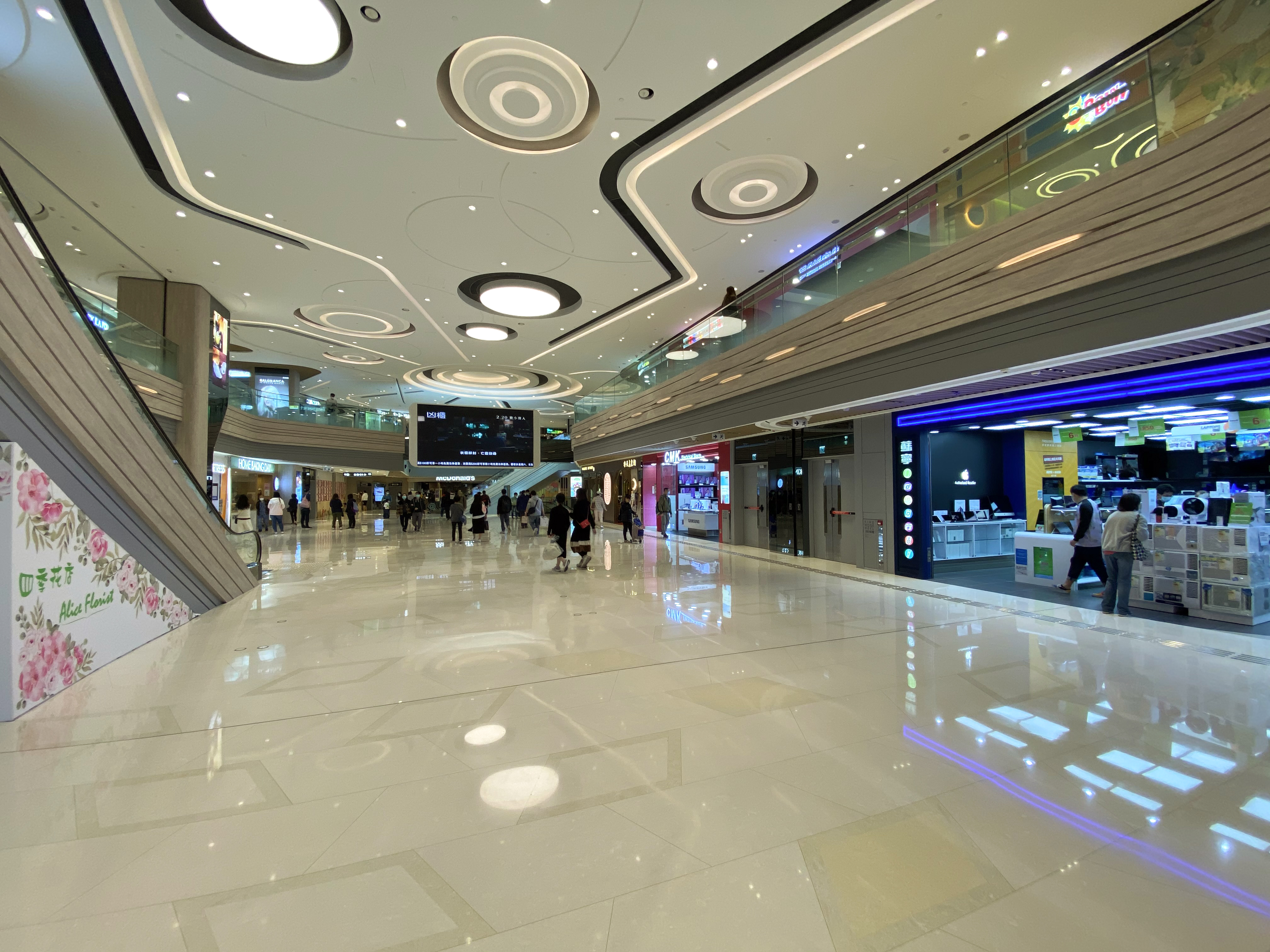
翻新後的中庭（2020年）

將軍澳中心的商場第一期和第二期於2003年年底開幕，共有129間商舖，佔地逾350,000平方呎，共分3層。商場的定位及市場，主要以小型家庭、親子，年輕化為主導。商場主要商戶為食肆、時裝、親子店等，當中食肆佔兩成半。
商場第三期50,000平方呎樓面在2005年7月已取得入伙紙，提供25個商舖，商舖面積主要為300至600方呎的小型商舖，整個商場項目均由康業服務有限公司管理。
2005年12月，一樓佔地12,000平方呎美食廣場Deli Park開業，共有8個舖位和262個座位。商場業主新鴻基地產於2006年打算在二期商場地下，興建面積達6,000方呎的大型滾軸溜冰場，溜冰場於2007年開業。
2008年7月，商場業主新鴻基地產指區內發展成熟，中產家庭漸多，有條件將商場租客重組，引入更多親子教育等新元素租客。例如補習社租用商場8,000平方呎樓面及另一個幼兒教育機構正洽購14,000平方呎樓面。商場亦有透過邀請歌星及舉辦特色活動增加人流，如《四大名錦·回歸十年》等。
2013年8月，商場業主將位於2樓20,000平方呎區域打造Park Campus教育專區，召集八大幼兒學府，為小朋友提供多方面輔助教育。

### 樓層命名方式
商場的樓層命名方式和一般的商場不同，唐德街入口的一層稱為地庫（B1），如超市Market Place（前Jasons Ichiba）的地址為將軍澳唐德街九號將軍澳中心地庫第一層。地庫層再上為地下（G），再上為一樓，這和一般商場以街道入口的一層為地下層的慣例明顯不同。

### 商場翻新
2015年1月，商場業主計劃斥資3.15億元翻新商場，預計2018年底完成。將原有美食廣場Deli Park分拆成大量商舖，更利用部份中庭空間增設商舖，翻新後店舖將由現時141間，增加至200間，中庭加設一至兩間複式舖位，佔地1.8萬平方呎，期望租金收入倍增。商場內現有大型超市獲保留，50間新租客於2017年下半年陸續進駐，第一期優化項目在同年11月26日正式完成。新租戶包括全新餐廳「Say Cheese」、「Cherry Tokyo Café」及「漁釧」，「美中鴨子」、「The Point」等首次進駐將軍澳區。同時開設多間珠寶和美容化妝店，但部份範圍作活動用途，未有租出。第二期優化項目在2019年4月20日正式完成，其中1樓設半開放式餐飲區 Food‧Park，並有7間餐廳。包括藝人黃美棋投資的台式餐廳「大茶飯」，麵店「深仔記」，台灣人氣過江龍麵店「老媽拌麵」，東南亞菜「紫蝶花」，日本福岡拉麵店「金田家」和王牌冰廳等。

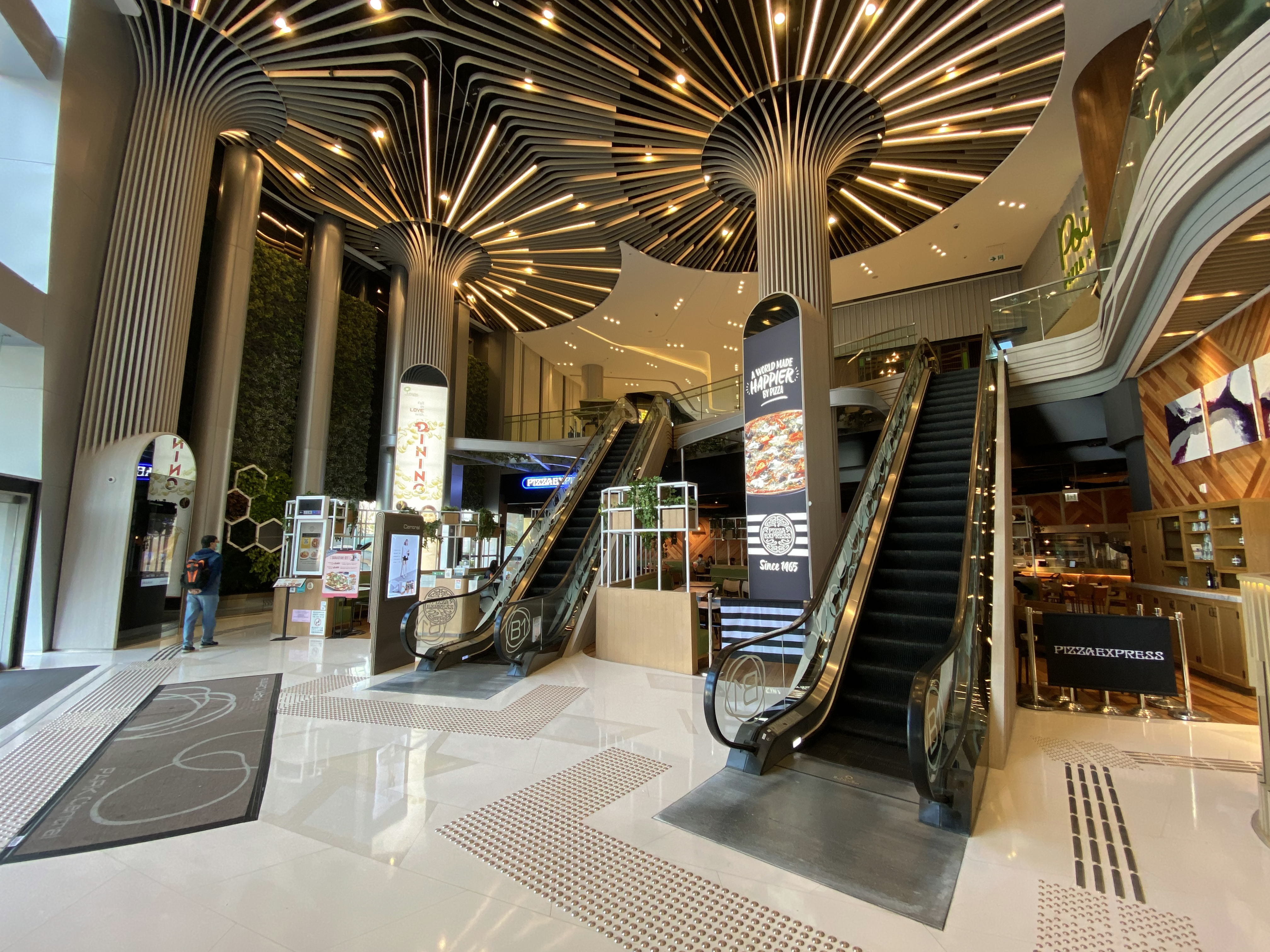
2017年9月翻新後的商場入口中庭
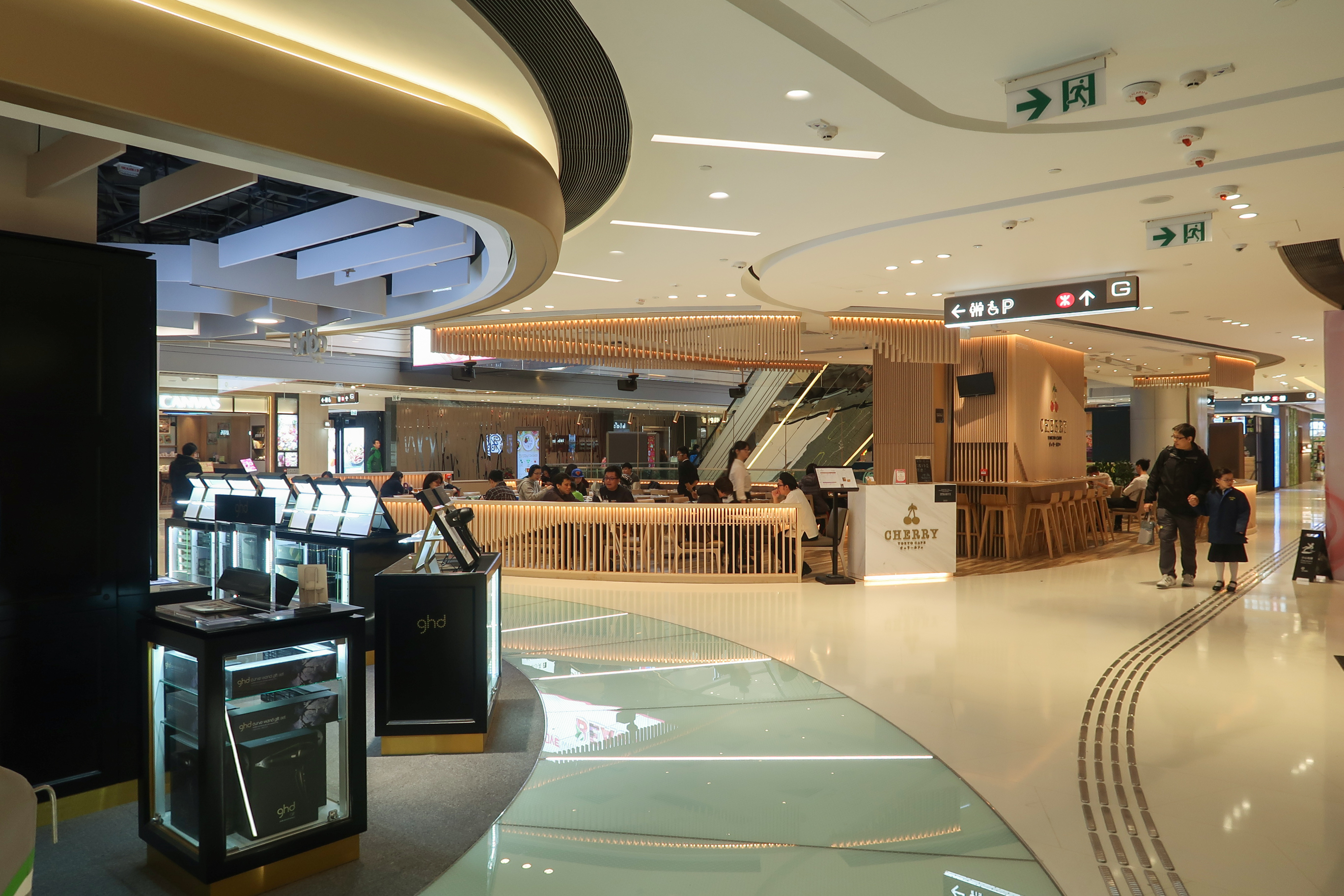
翻新後的商場地下
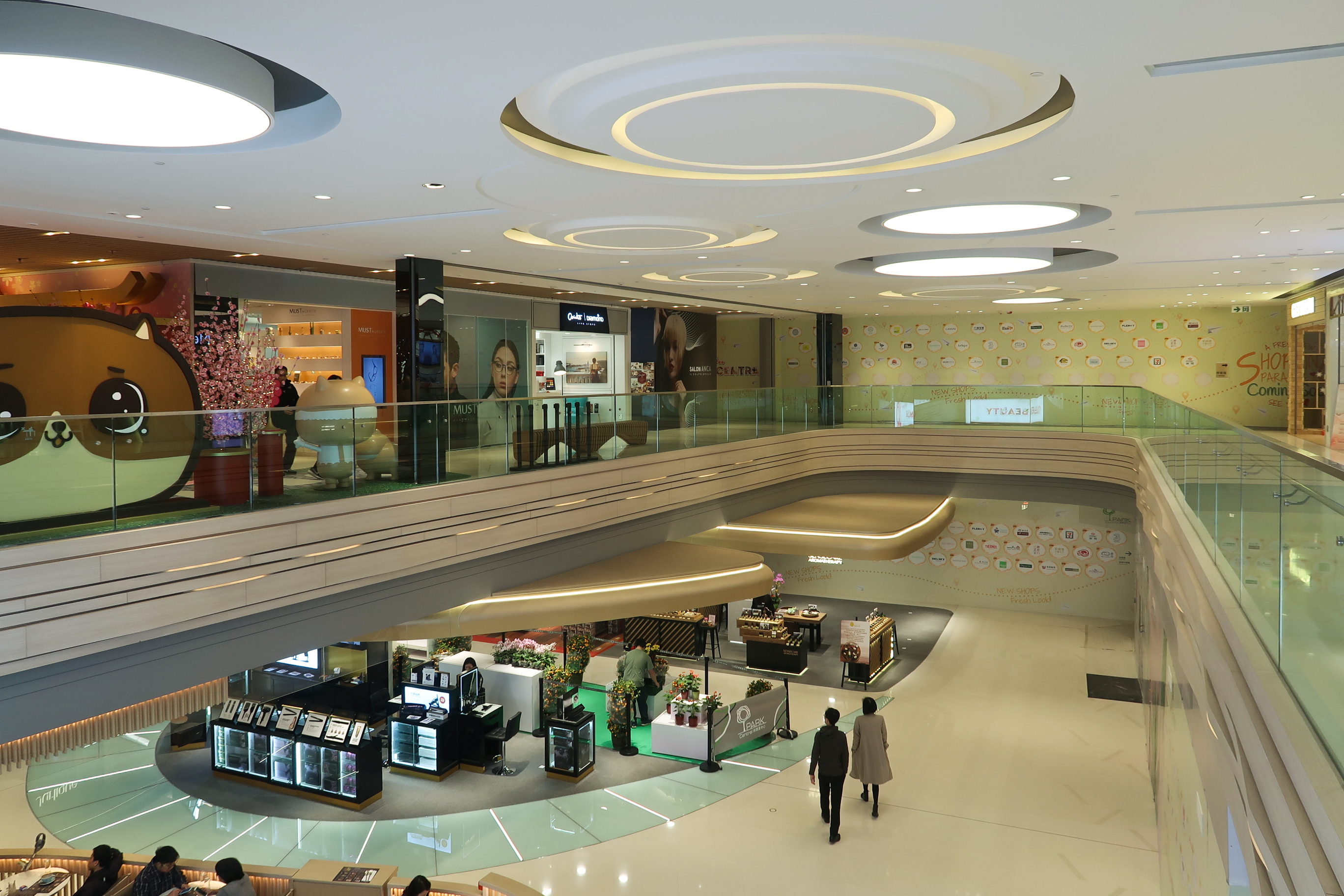
2017年9月翻新後的商場中庭，地下設美容專區，但到2019年起空置
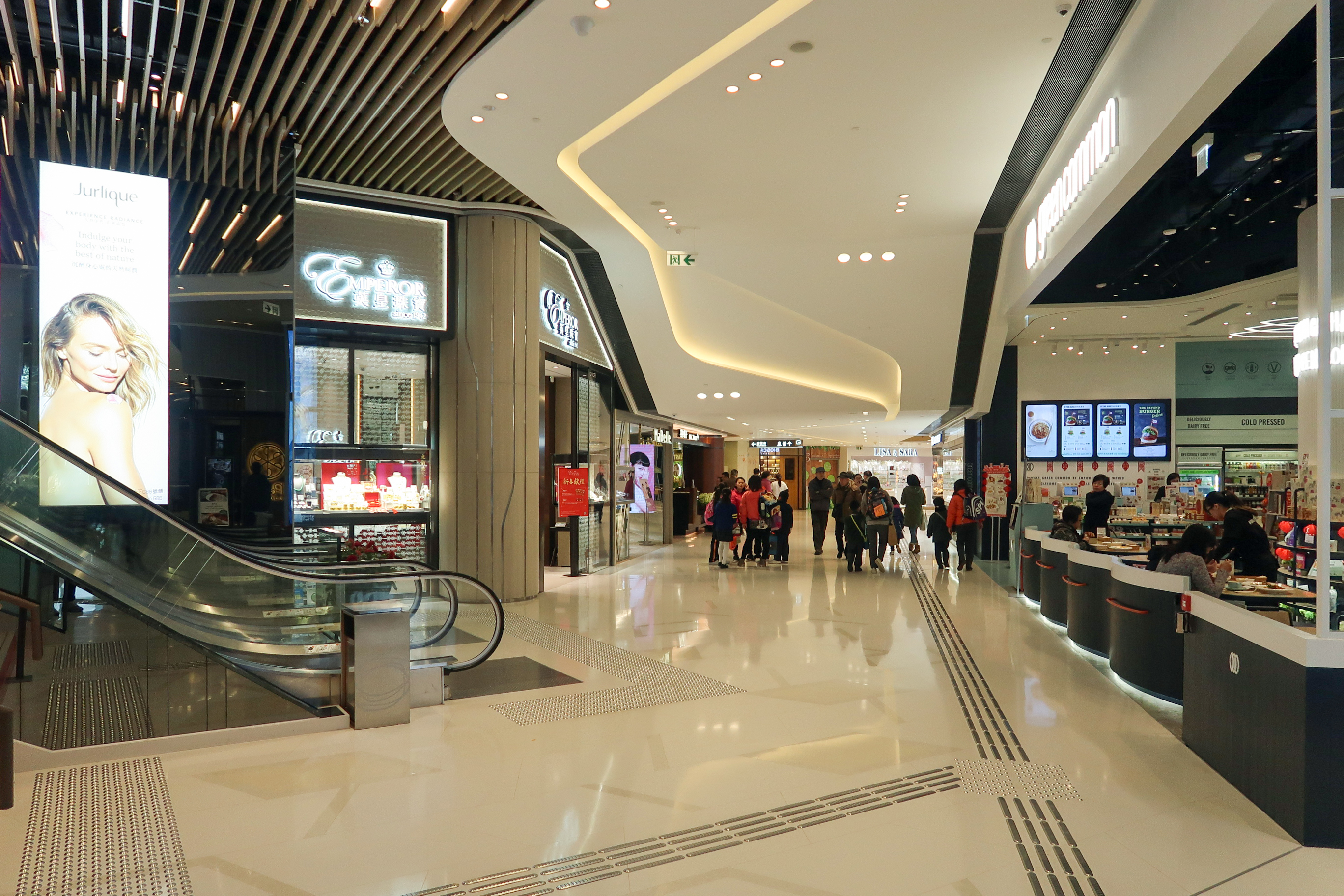
翻新後的將軍澳中心1樓
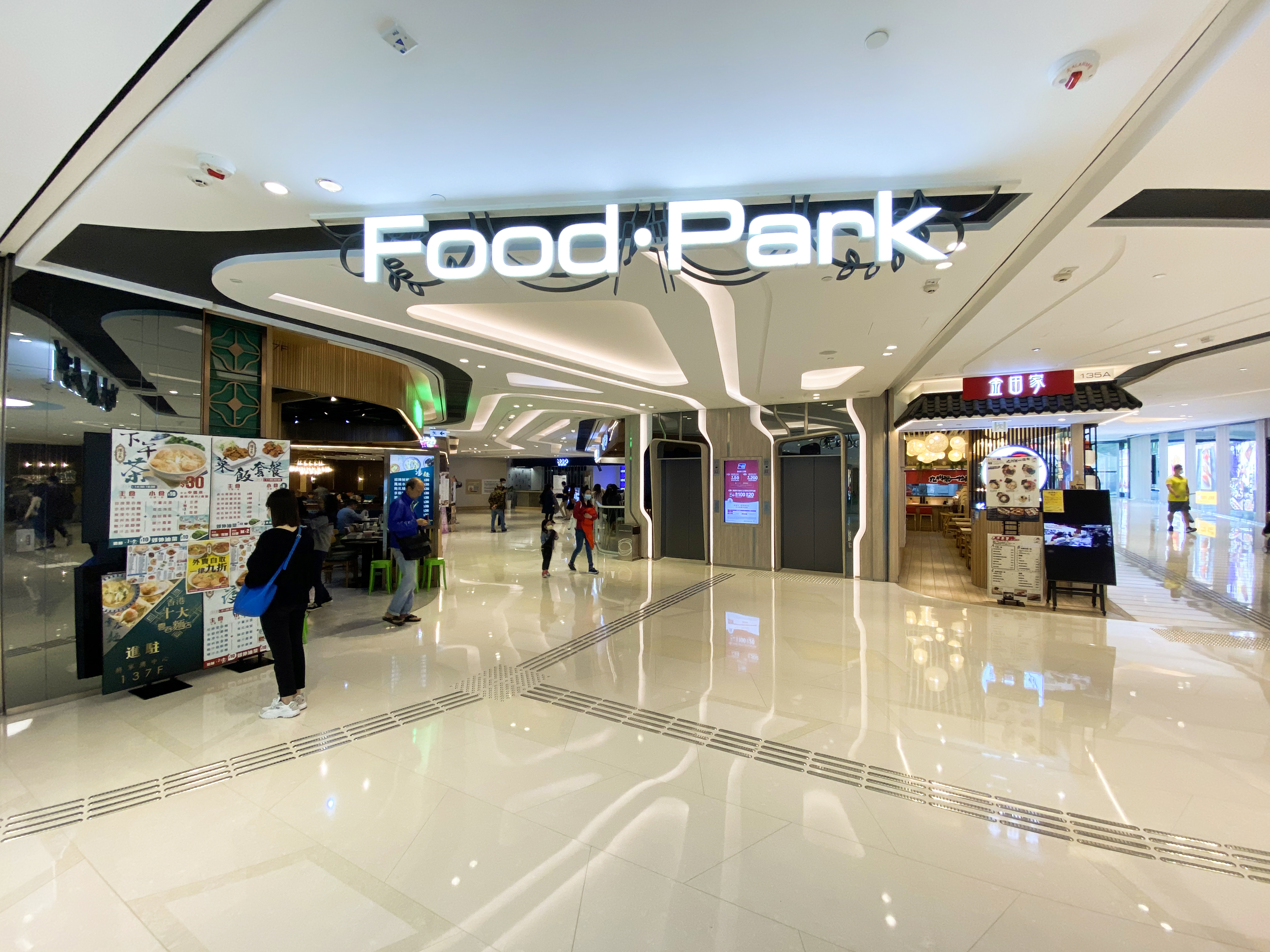
1樓Food‧Park
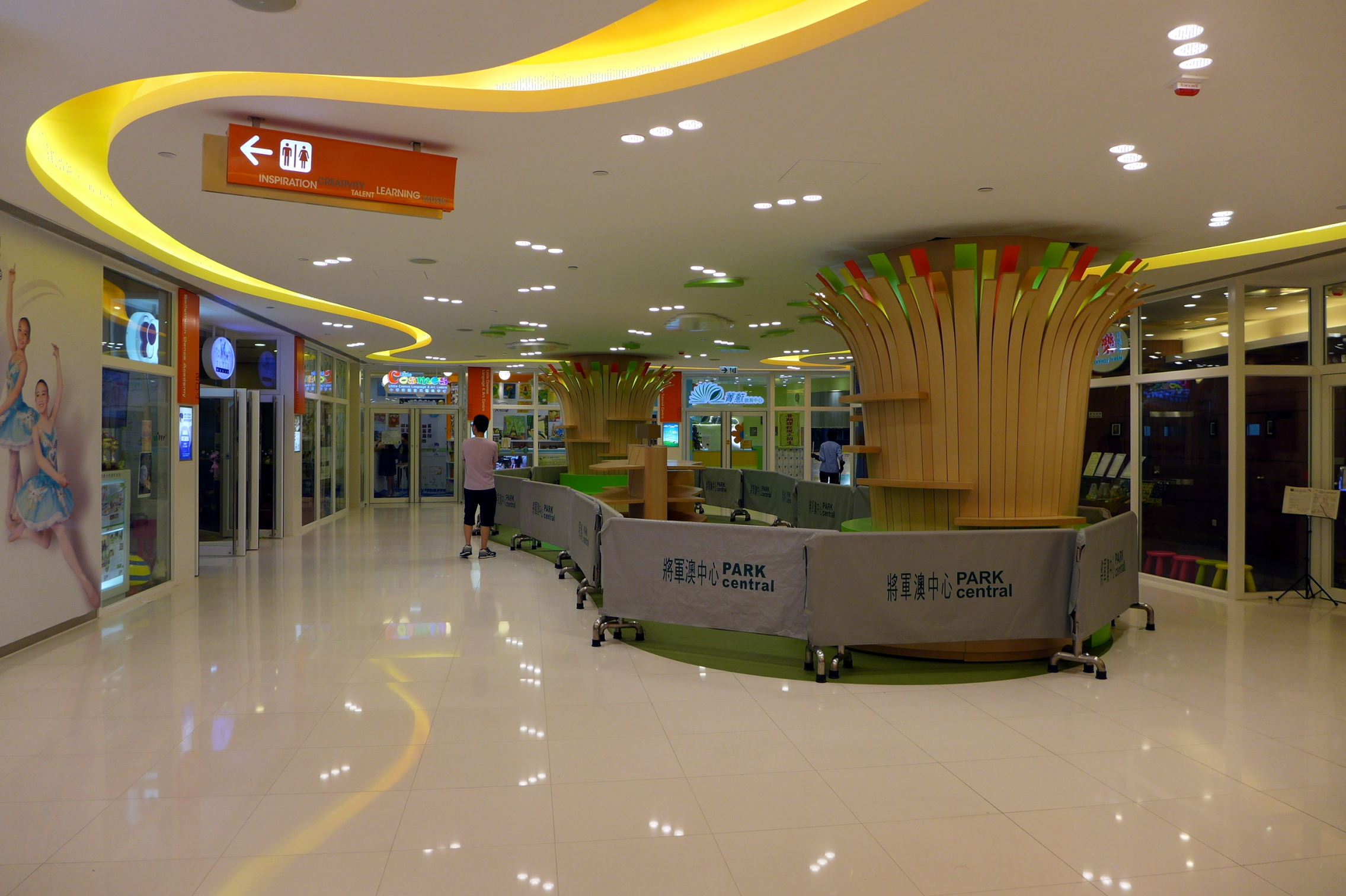
商場2樓設Park Campus教育專區

### 翻新前圖集

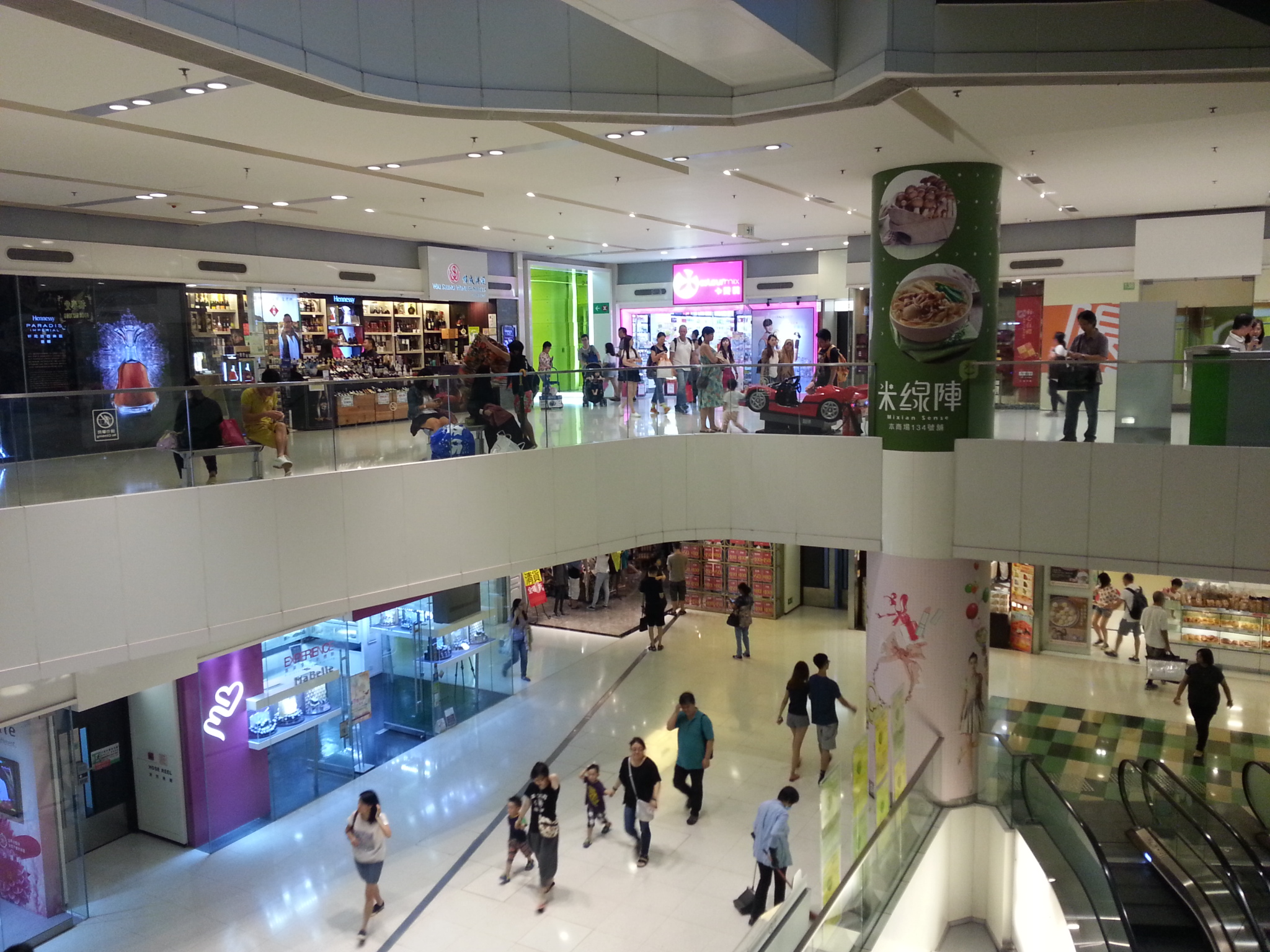
翻新前的中庭（2015年）
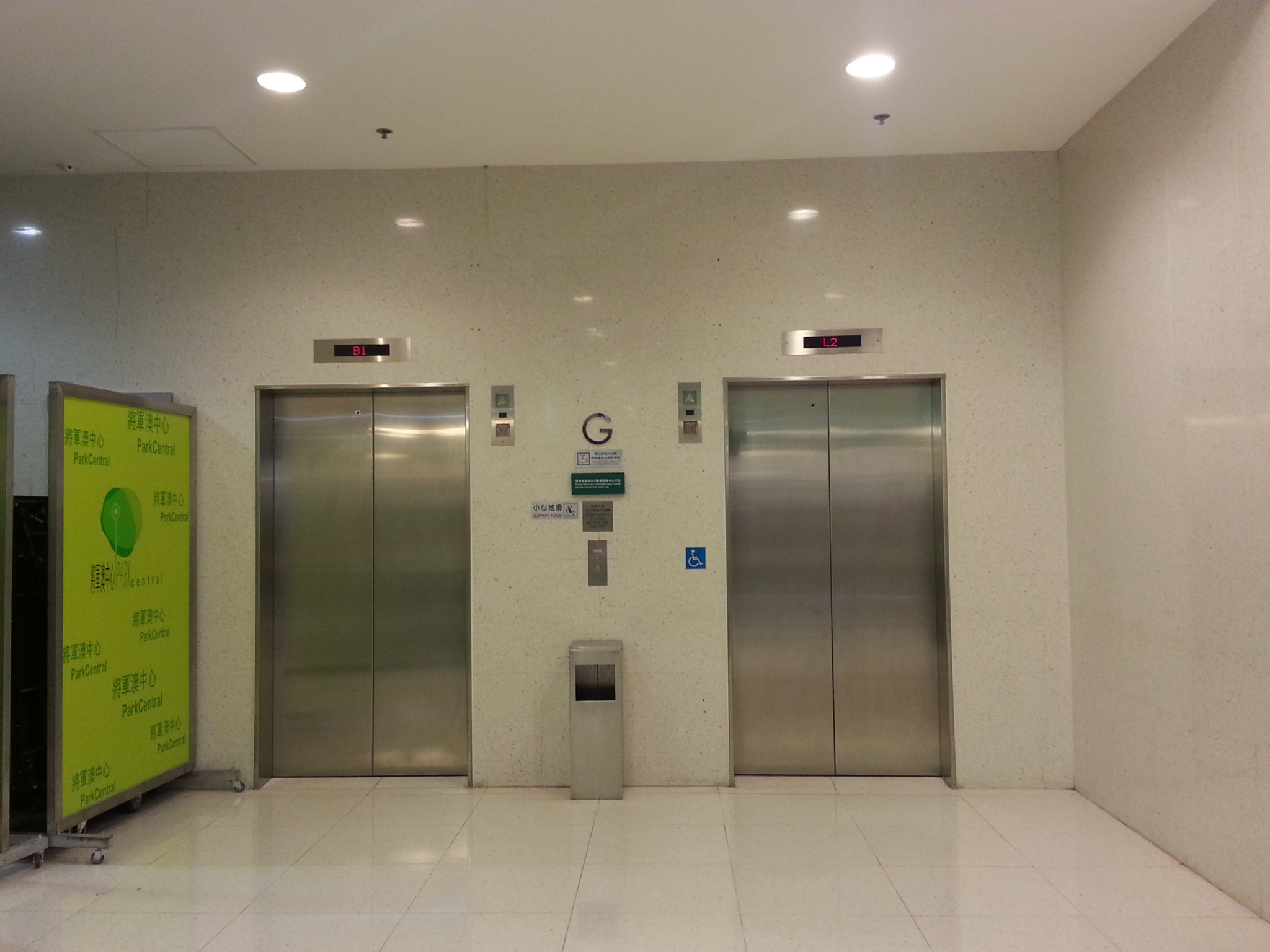
翻新前的商場電梯大堂
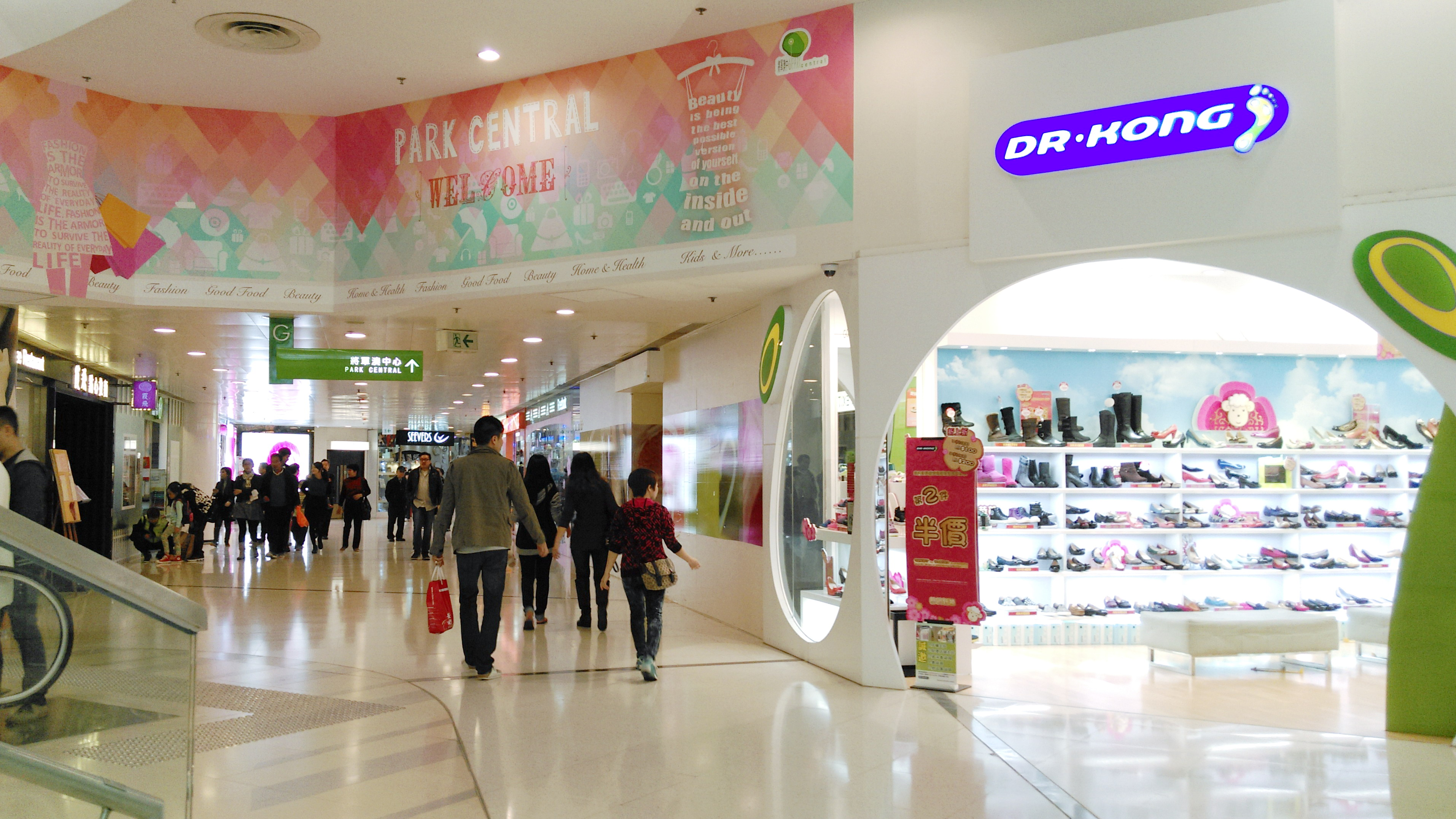
將軍澳中心1樓，右方商店曾為Dr. Kong 健康鞋專門店
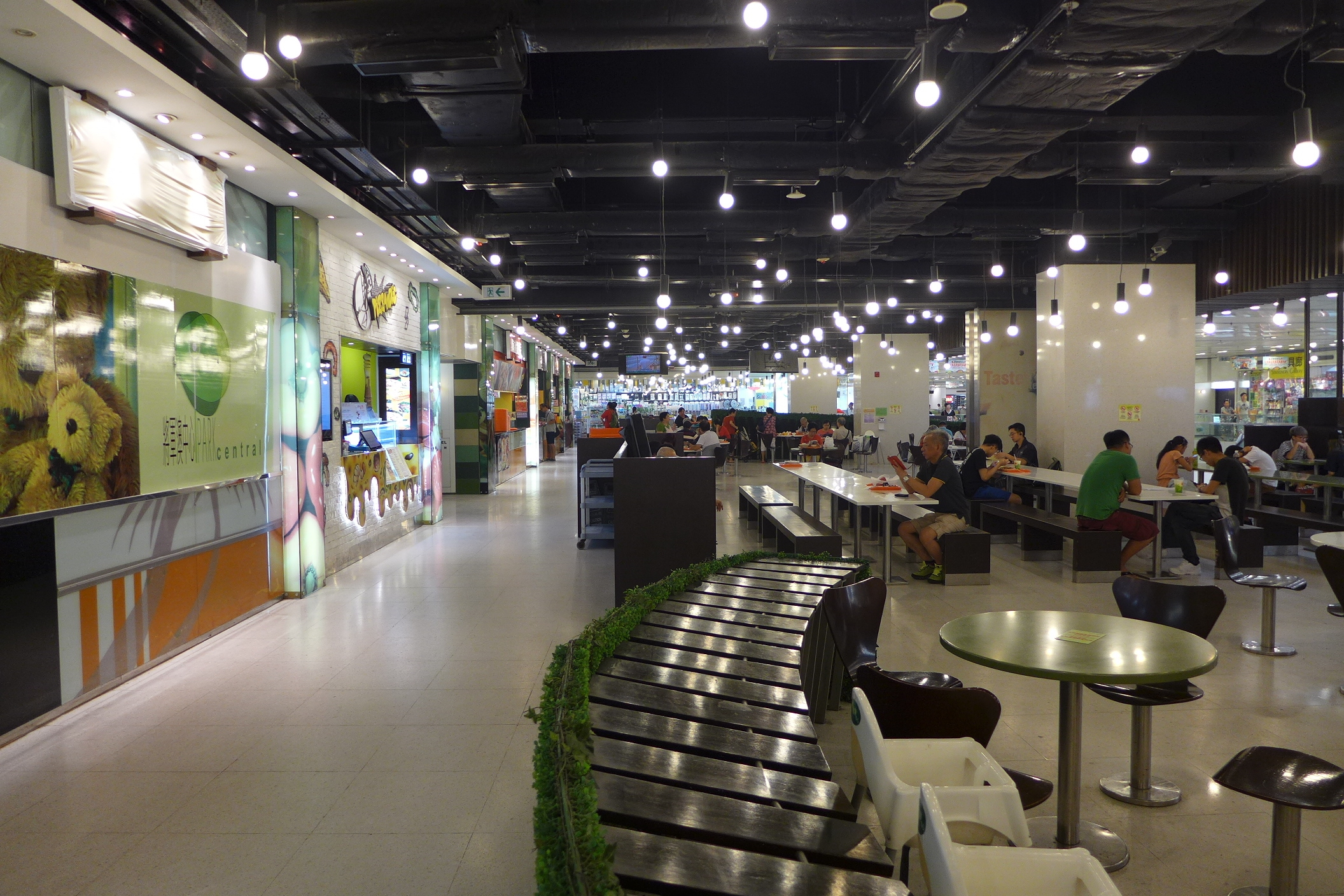
商場1樓曾設美食廣場，於2017年5月關閉
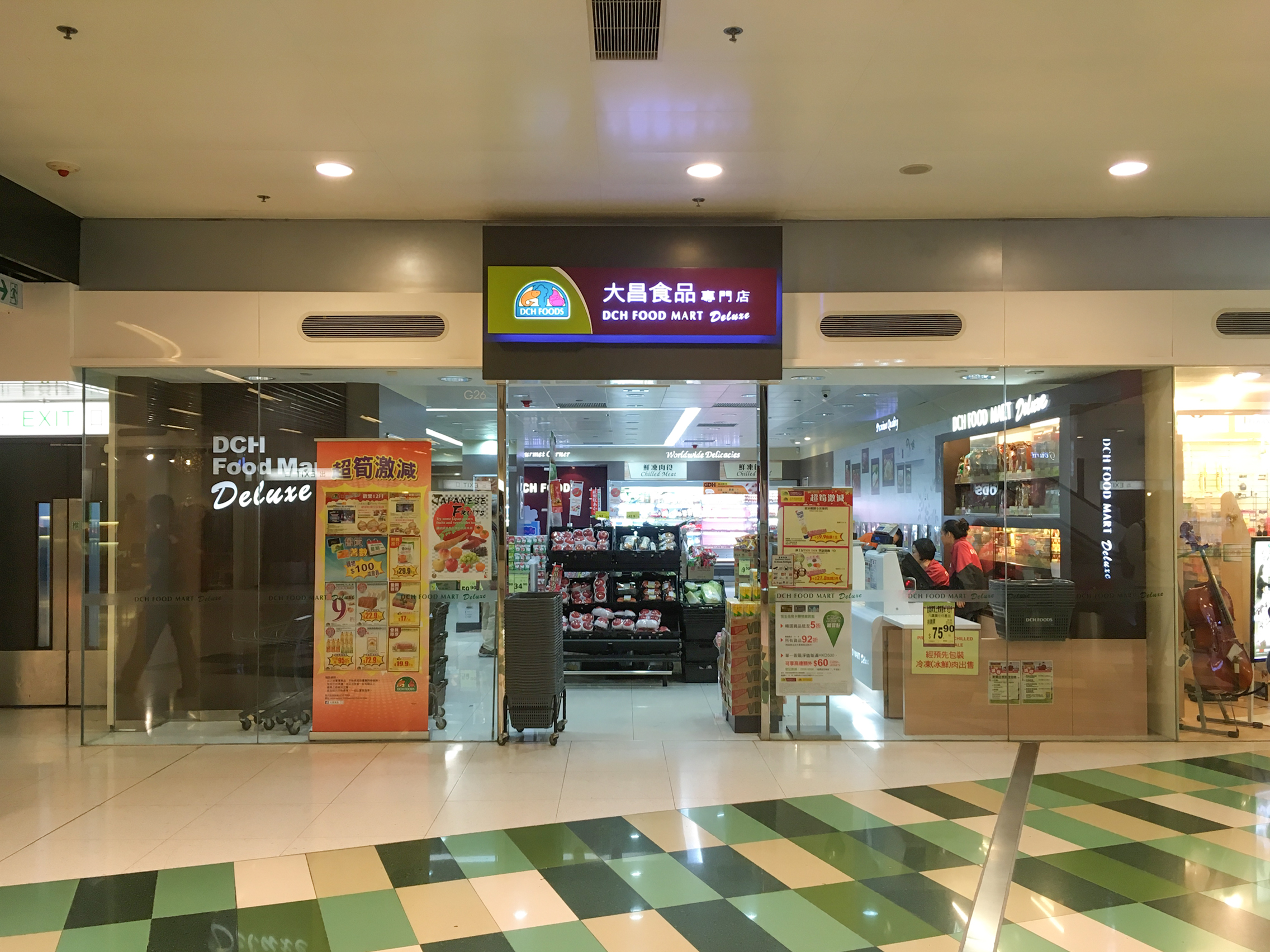
商場1樓的大昌食品專門店（2016年，已結業）
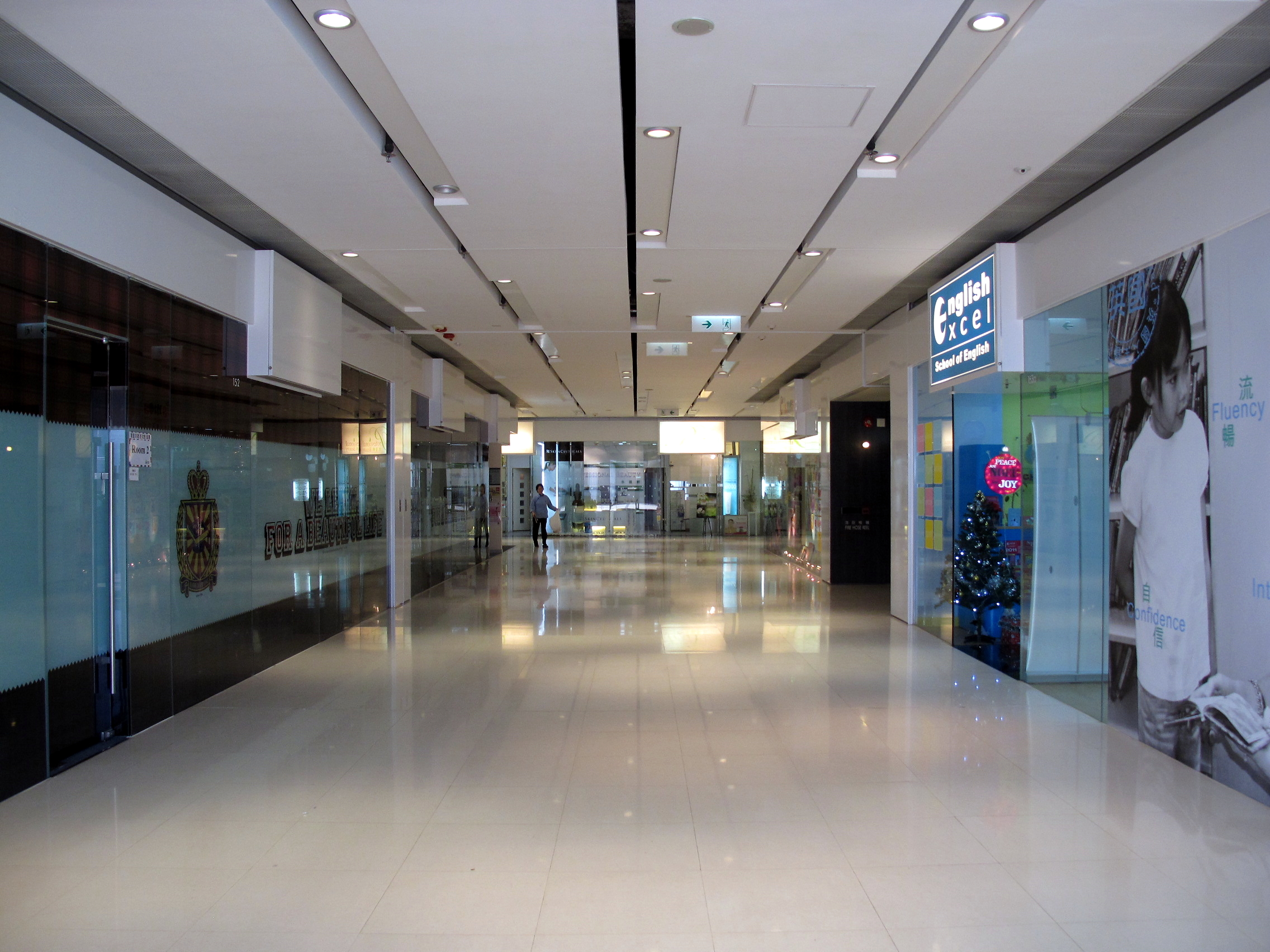
將軍澳中心商場第三期主要租戶曾為兒童補習社，唯自2012年往PopCorn商場通道開通後，已改為零售商店

### 各層商舖及食肆

#### B1層
主要租戶包括薄餅博士、PizzaExpress、Jasons Ichiba、OK便利店、香港置業、中原地產、美聯物業、王牌冰廳、大快活、太平洋酒吧、足君好

#### G/F層
主要租戶包括美中．鴨子、樂天皇朝、麥當勞、千両、囍越、豆乳狂人、張毛記電業、余仁生、農本方中醫診所、和順堂、榮華藥房、英皇鐘錶珠寶、六福珠寶、MaBelle、鯉魚門紹香園、綠盈坊有機店、7-11、麥當勞、Jurlique、Bioscreen Organic Beauty、CANVAS、Benefit、Salon Anca、Home. 焙小日子、樂天皇朝、Outback Steakhouse、豐澤電器、大生生活超市、蘇寧電器、周大福、Crocodile

#### L1層
主要租戶包括3 (電訊)、廣匯通訊、6IXTY8IGHT、時租儲物櫃、四寶食堂、海底撈、Puradak chicken、太平洋咖啡、蠔站 O S Plus、糧友麵包工房、滿記甜品、偉成洋酒、膳魔師、滙豐理財易中心、元気壽司、牛気、深仔記、大茶飯、老媽拌麵、商務印書局、通利琴行、位元堂、萬寧、屈臣氏

#### L2層
主要租戶包括潮庭、和造地20,000平方呎的Park Campus教育專區及滙豐銀行 — 將軍澳中心分行及卓越理財中心

## 交通
物業旁邊為港鐵將軍澳站，附近設將軍澳站公共運輸交匯處。

## 重大事件
2014年4月18日晚上6時36分，商場內一個冷氣機房突然發生火警，冒出滾滾濃煙，刺鼻黑煙迅速攻入店舖及竄上二樓，並沿通道沖出大廈外，冒升至半空達五十層樓高，黑煙籠罩整個物業及樓上第五及六座住戶，部分濃煙更乘風吹入附近大廈單位，猶如恐怖襲擊。
商場職員隨即報警及落閘封鎖其中一半起火範圍，以免濃煙及火勢蔓延，同時發出廣播通知顧客逃生，逾百名顧客及商戶職員緊急疏散。消防員出動8輛消防車、1輛救護車及42名消防員，開動一喉射水灌救，花約一小時將火救熄，事件中無人受傷。經調查後，相信火警因機房漏電或過熱引起。受火警影響，商店被迫停業，其中一間上海菜食肆負責人表示，事發時店內仍有顧客，顧客聞悉火警後都有付款才離開，惟商場方面直至重新營業之前、估計損失約五萬元營業額。

## 外部連結
- 將軍澳中心 （页面存档备份，存于）
- 將中之家-將軍澳中心住户討論區
- 將軍澳中心簡介 （页面存档备份，存于） - 新鴻基地產